# 少年チャレンジ
『少年チャレンジ』（しょうねんチャレンジ）は、学習研究社（現・学研ホールディングス）が1970年代末期から1980年代初めにかけて発行していた学童向け漫画雑誌である。

## 概要
野球漫画を主に連載した雑誌『どっかんV』（1977年4月創刊）をリニューアルする形で、1979年1月に創刊。イメージキャラクターには、当時の人気力士だった高見山大五郎が起用された。創刊時の特典として、金色の野球バットの形状をしたボールペンが読者にプレゼントされた。
えびはら武司の長編連載デビュー作であり、アニメ化もされ彼の代表作ともなった『まいっちんぐマチコ先生』が連載されていた。この他、永井豪・安田達矢共著の『00学園 スパイ大作戦』やいしいひさいち（原作）・あいきさだむ（作画）の『おじゃまんが山田くん』などといった著名な執筆陣・原作者による漫画も連載された。しかし、売り上げはライバル誌の『月刊コロコロコミック』（小学館）に大きく水をあけられていた。
なお、創刊から1981年6月までは月刊誌として刊行され、翌月より隔週刊誌に移行している。
発行部数の低迷に伴い、1982年2月初旬に刊行した同年2月12日号を以って休刊（事実上の廃刊）となった。『まいっちんぐマチコ先生』は同年4月より『中2コース』と『月刊アニメディア』にて連載が続行され、その他の連載漫画の多くは最終号で完結した。

## 主な連載漫画
- まいっちんぐマチコ先生（えびはら武司）
- 炎のサーキット(すがやみつる)
- 動物天使（一峰大二）
- おじゃまんが山田くん（いしいひさいち / あいきさだむ）
- かばどんとなおみちゃん（やまねあかおに）
- 00学園 スパイ大作戦（永井豪 / 安田達矢）
- ぶったぎり野球道（いけうち誠一）
- 集合!ダイナマイ島（ビッグ錠）
- トラブル豪助（沼よしのぶ）
- 歌え!平太（花咲アキラ（当時は「花咲あきら」名義））